# Glossogobius hoesei
Glossogobius hoesei és una espècie de peix de la família dels gòbids i de l'ordre dels perciformes.

## Morfologia
Els mascles poden assolir els 7 cm de longitud total.

## Distribució geogràfica
Es troba a Irian Jaya (Indonèsia).